# Apiés
Apiés es un barrio rural de la ciudad aragonesa de Huesca, situado por tanto en la Plana de Huesca. El pueblo está situado a una distancia aproximada de 10 km al norte de Huesca capital.

## Geografía
Está  situado sobre una colina a 680 m de altitud cerca de la sierra de Guara. Su población en 2012 es de 83 habitantes. Se puede llegar a Apiés a través de la carretera HU-324, que en dirección norte va hacia Fornillos de Apiés.

## Historia
Es uno de los lugares que en el año de 1097 donó el rey Pedro I de Aragón al abad de Montearagón, citándose documentalmente desde 1104, pasando por distintos propietarios, entre los que se encuentran D. Gastón, vizconde de Bearne; Doña Lascara de Grecia; D. Pedro Martínez de Luna, el Papa Benedicto XIII; y D. Ximenez de Urrea.

## Demografía
| Gráfica de evolución demográfica de Apiés entre 1842 y 1970 |
| |
| Población de derecho según los censos de población del INE Población de hecho según los censos de población del INEEntre el censo de 1857 y el anterior, crece el término del municipio porque incorpora a 225112 (Fornillos de Huesca) Entre el censo de 1981 y el anterior, este municipio desaparece porque se integra en el municipio 22125 (Huesca) |

## Patrimonio

### Patrimonio religioso

#### Iglesia de San Félix
Se trata de una iglesia románica de finales del siglo XII o principios del XIII. Es de nave única con una portada de seis arquivoltas apeadas en capiteles con motivos geométricos, teniendo la más exterior de las arquivoltas forma de zig-zag. 

### Patrimonio civil
En la entrada hay una cruz de término del siglo XVIII, la plaza mayor fue restaurada cuando acabó la guerra civil por el régimen de Franco como otras localidades de la zona pero aún conserva casas con la arquitectura aragonesa de los siglos XVII y XVIII.

### Patrimonio inmaterial

#### Dance de Apiés
A las 12 de la mañana del 8 de diciembre, se realiza una procesión hasta la ermita de la Purísima, que se encuentra a un kilómetro y medio de la población. Durante la procesión, un conjunto de dieciséis danzantes realiza un dance de espadas al toque de un acordeón y varias gaitas hasta llegar a la puerta de la ermita, donde termina. 
Dentro de la ermita los bancos se colocan de forma perpendicular frente al presbiterio, donde se sientan los danzantes cara a cara, mientras que en los posteriores se sientan las danzantas y detrás de ellas un espacio para que pasen los asistentes. En el momento de la ofrenda los danzantes se levantan y realizan un toque de espadas, siguiendo el ritmo de la música pero sin moverse del sitio, mientras pasan primero las danzantas y luego los feligreses a realizar la ofrenda.